# چرخ‌وفلک (فیلم ۱۹۵۶)
چرخ و فلک (انگلیسی: Carousel) فیلمی در ژانر فانتزی و موزیکال به کارگردانی هنری کینگ است که در سال ۱۹۵۶ به نمایش درآمد. از بازیگران آن می‌توان به گوردون مک‌ری، شرلی جونز، کامرون میچل، جین لوکارت و ژاک دآمبوس اشاره کرد.

## چکیده داستان
داستان بر محور روابط بیلی بیگلو، جارزن تبلیغات چرخ و فلک بی ادب مردسالار و جولی جردن، کارگر کارخانه جوان و بی گناه می چرخد که هر دو در شهر کوچک بوتبی هاربر، مین زندگی پرمشغله خود را می گذرانند. آنها عاشق یکدیگر می شوند اما به دلایل مختلف از شغل مربوطه خود اخراج می شوند. بیلی به این دلیل که بیش از حد به جولی توجه می کند و با خشم صاحب کار حسود چرخ و فلک روبرو می شود و جولی چون که از مقررات منع رفت و آمد اعمال شده بر اساس توافق نامه سر باز زده اما صاحب کارخانه آقای باسکومب در این باره سختگیر است. 
بیلی و جولی ازدواج می کنند و برای زندگی به آبگرم ساحلی نزد پسر عمویش نتی می روند. اما بیلی سرخورده و تلخکام چون نمی تواند شغلی پیدا کند، جولی را کتک می زند (این درگیری در فیلم نشان داده نمی شود). خانم مولن از این موضوع باخبر می شود و به خانه نتی می رود تا شغلش را به بیلی پیشنهاد دهد اما او را دوباره به کار نخواهد گرفت مگر اینکه همسرش را ترک کند. به نظر می رسد بیلی وقتی جولی می خواهد خصوصی با او صحبت کند، به این ایده فکر می کند. جولی از ترس اینکه بیلی خشمگین شود، شرم زده و فروخورده به او می گوید که باردار است. اما بیلی خوشحال می شود و با قاطعیت پیشنهاد خانم مولن را رد می کند. با این حال بیلی که به تازگی نگران نداشتن پول کافی برای حمایت از فرزندش بوده و در هر کار دیگری بی تجربه است، مخفیانه موافقت می کند که برای سرقت از باسکومب ثروتمند به دوستش جاگر کریگن بپیوندد.
در جریان کبابی کردن صدف و میگو روی آتش در جزیره ای نزدیک، بیلی و جاگر یولشکی از آنجا عبور می کنند تا مرتکب سرقت شوند، اما باسکومب که معمولاً غیر مسلح است، اسلحه حمل می کند و سرقت خنثی می شود. در حالی که باسکومب یک لحظه حواسش پرت می شود، جاگر فرار می کند و بیلی را در دست پلیس رها می کند. بیلی عقب نشینی می کند، و از روی انبوهی از جعبه ها بالا می رود، اما جعبه ها فرو می ریزنند و او روی چاقوی خودش می افتد. بقیه از کبابی کردن صدف و میگو برمی گردند و جولی بیلی را به سختی زخمی  و رو به مرگ می بیند. بنابراین با عجله به سمت او می رود و بیلی پس از گفتن آخرین حرف هایش به او می میرد. جولی به سختی رنجور می شود، چون واقعاً او را دوست داشته، با آنکه هرگز شجاعت گفتنش را به صدای بلند نداشته است.
پانزده سال بعد، در دنیای دیگر (ظاهراً در پشتی بهشت)، بیلی می فهمد که می تواند روزی به زمین بازگردد تا بخشوده شود. بیلی برای پیدا کردن دخترش لوئیز  برمی گردد که از نظر عاطفی زخم خورده است زیرا مدام بخاطر این واقعیت که پدرش سعی در ارتکاب سرقت داشته، از همه جا طرد شده است. بیلی که به او نمی گوید کیست، خودش را مرئی می کند، سعی می کند او را تشویق کند و ستاره ای را که از بهشت دزدیده به او می دهد. لوئیز امتناع می کند، می ترسد و بیلی که ناامید شده بود، پشت دست دخترش می زند. لوئیز با عجله به داخل خانه می رود و جولی را از اتفاقی که افتاده آگاه می کند و می گوید که احساس زده شدن نمی کند، بلکه حس یک بوسه را دارد. بیلی سعی می کند قبل از اینکه جولی بتواند او را ببیند خود را نامرئی کند اما لوئیز او را برای یک کسری از یک ثانیه می بیند و احساس می کند که بیلی به دلیلی بازگشته است. بیلی از راهنمای آسمانی خود اجازه رفتن به دبیرستان لوئیز را می خواهد و در آنجا در سکوت به لوئیز و جولی اعتماد خاطر مورد نیازشان و دانشی را می دهد که به رغم همه اتفاقات پیش آمده، او جولی را دوست داشته است.